# Manna (Bibbia)
Secondo la Bibbia, la Manna (in ebraico מן‎?) o al-Mann wa al-Salwa (in arabo  المَنّ‎?, curdo gezo, fārsì گزانگبین) è una sostanza commestibile che Dio somministrò agli Israeliti durante le loro peregrinazioni nel deserto, dopo l'uscita e la liberazione dalla schiavitù in Egitto; la manna iniziò a scendere dal cielo quando il popolo d'Israele si avvicinò al Monte Sinai per ricevere la Torah.

## Testo e commento religioso
Nella cultura ebraica questo testo biblico stimolò lo sviluppo di elaborati racconti leggendari e tradizioni liturgiche.
Quando Dio si apprestava a far scendere la manna dal cielo essa illuminava l'atmosfera spirituale delle tappe affrontate dal popolo d'Israele nel deserto: l'origine celeste della manna favoriva questa manifestazione. Non potendo raccoglierla durante il Sabato (giorno che secondo la tradizione ebraica è destinato al riposo), Dio donava una doppia razione di manna ogni venerdì affinché bastasse anche per il Sabato; in ricordo di ciò gli appartenenti alla religione ebraica devono preparare i pasti del sabato con almeno due pagnotte chiamate Challot: esse vengono custodite all'interno di due panni di stoffa, uno al di sopra ed uno sotto, per ricordare anche lo strato di rugiada che ricopriva sotto e sopra questo cibo celeste. I Chakhamim insegnano che ogni Ebreo che assaggiava la manna poteva percepire e gustare un sapore diverso da quello degli altri Ebrei: si parla di gusti di altri cibi da loro desiderati ed assaporati mangiando la sola manna. Il residuo della manna che si scioglieva si diffondeva poi nell'acqua in modo che il gusto della carne degli animali selvatici che si abbeveravano di quell'acqua rendesse noto agli altri popoli che l'assaggiavano del cibo fornito da Dio agli Ebrei.
Il tosafista Rashbam ricorda che dopo molto tempo gli Ebrei si impegnarono a lavorare la manna e renderla differente proprio come avviene per le noci, in principio mature e dolci ma poi oleose se lavorate: ciò non piacque a Dio che avrebbe preferito se gli Ebrei ne avessero mantenute inalterate le qualità. Yisaschar Bnei ricorda che i malati del popolo ebraico, usciti dall'Egitto, vennero guariti appena cibatisi della manna. Un Midrash racconta che pietre preziose scendevano dal cielo assieme alla manna. Una porzione di manna venne inserita nell'Arca dell'alleanza da Aronne su ordine di Mosè. La tradizione vuole che la manna torni con l'era messianica.

## Descrizione

### Biblica/canonica

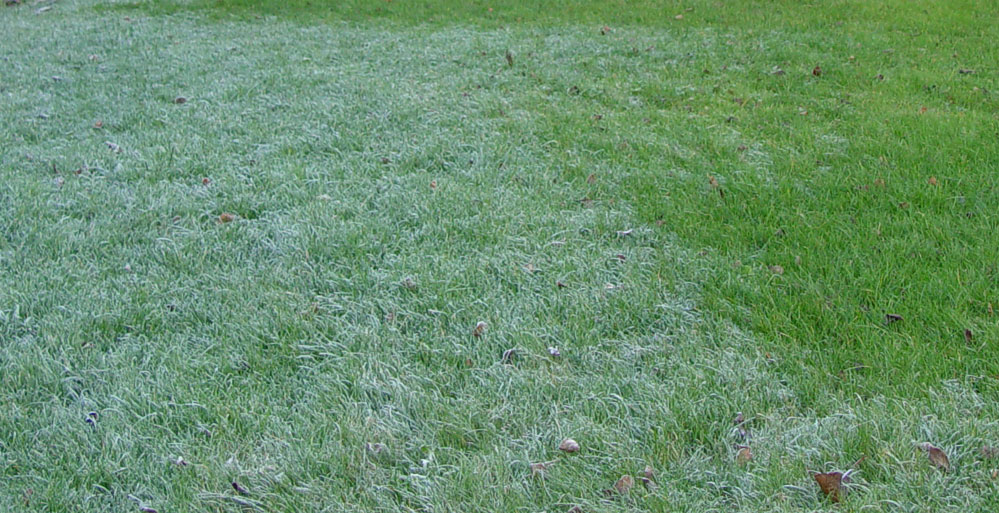
La manna è descritta nel Libro dell'Esodo e nei Numeri come bianca e simile alla brina

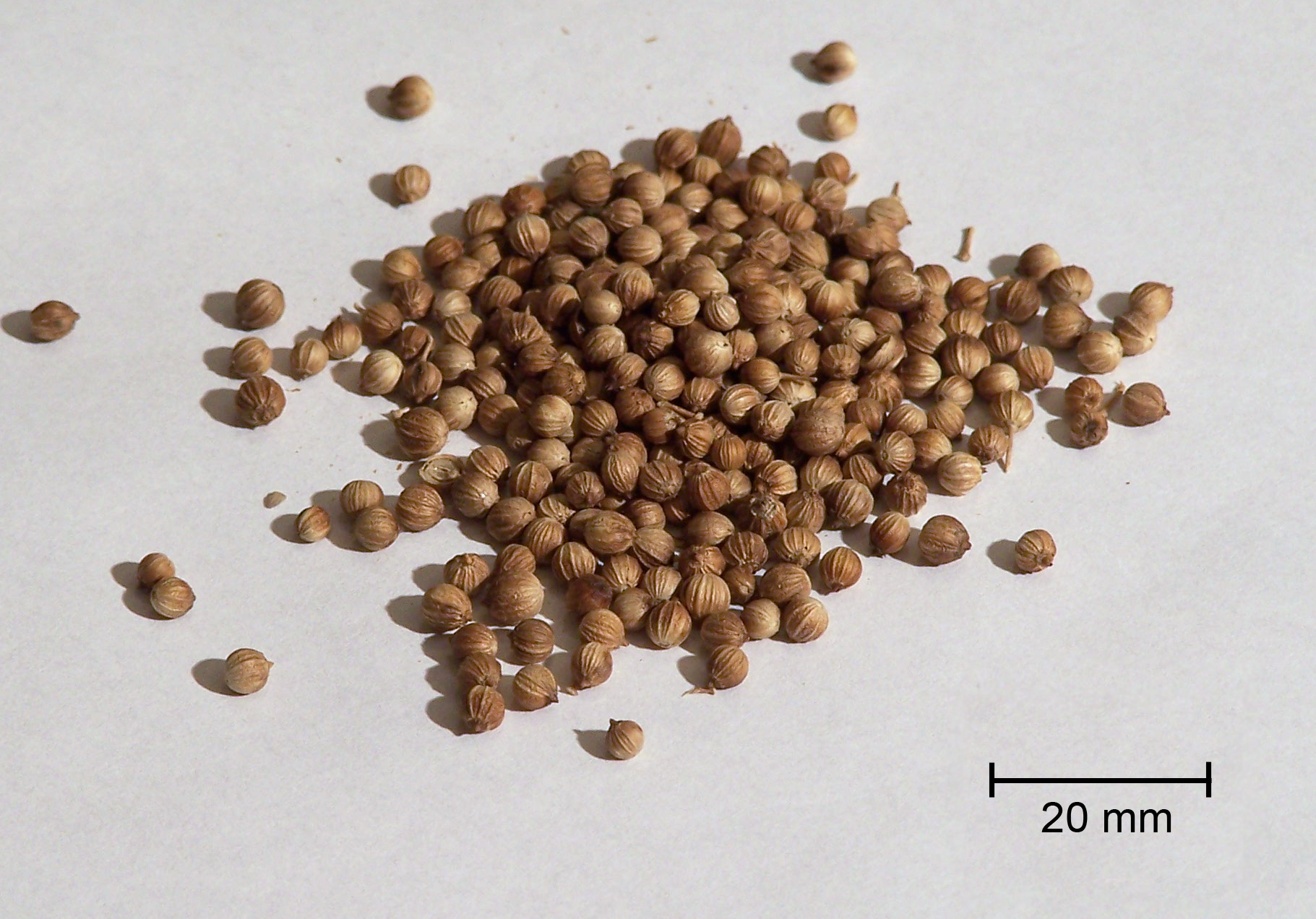
Secondo un altro passo del Libro dell'Esodo, la manna sarebbe simile a semi di coriandolo ma di colore bianco.

Nella Bibbia ebraica (Tanakh) la manna è descritta due volte: una volta in Esodo 16:1-36 con una narrazione completa, un'altra volta in Numeri 11:1-9 quale parte di una narrazione separata. Nella descrizione del Libro dell'Esodo, la manna viene presentata come "cosa sottile, a forma di fiocco" come brina al suolo. È descritta nel Libro dei Numeri come posatasi insieme alla rugiada durante la notte; Esodo aggiunge che la manna era paragonabile alla brina come dimensioni, similmente doveva essere raccolta prima che si sciogliesse a causa del calore del sole, ed era di colore bianco come il seme del coriandolo. Numeri la descrive di apparenza paragonabile allo bdellio, aggiungendo che gli Israeliti la macinavano e impastavano facendone focacce, che poi venivano cotte e avevano il sapore di pasta all'olio. Esodo afferma che la manna cruda sapeva di pane fatto col miele. Gli Israeliti furono istruiti di consumare solo la manna che avevano raccolto ciascun giorno. La rimanenza di manna messa in serbo per il giorno successivo "fece i vermi e si imputridì": ci fu un'eccezione il giorno prima dello Shabbat (Giorno della Preparazione), quando venne raccolto il doppio della manna, che non si imputridì durante la notte, poiché Esodo 16:23-24 afferma "Questo è quello che ha detto il Signore: «Domani è un giorno solenne di riposo: uno shabbat sacro al Signore; fate cuocere oggi quello che avete da cuocere, e fate bollire quello che avete da bollire; tutto quel che vi avanza, riponetelo e conservatelo fino a domani». Essi dunque lo misero da parte fino all'indomani, come Mosè aveva ordinato, e quello non imputridì e non fu infestato dai vermi."
La parola manna appare tre volte nel Qurʾān. Viene narrato nella ḥadīth Sahih Muslim che il profeta Maometto pronunciò "I tartufi sono parte della 'manna' che Allah mandò al popolo di Israele mediante Mosè ed il succo è medicina per gli occhi."

### Identificazione
Alcuni biblisti hanno proposto che la manna sia imparentata col termine egiziano mennu, che significa "cibo". All'inizio del XX secolo, gli arabi della penisola del Sinai vendevano resine dall'albero tamerice come man es-simma, che grosso modo significa "la manna celeste ". Gli alberi di tamerice (particolarmente la Tamarix gallica) erano una volta abbastanza estesi in tutto il Sinai meridionale e la loro resina è simile a cera, si fonde al sole, è dolce ed aromatica (come il miele) e ha un colore giallo sporco, alquanto simile alle descrizioni bibliche della manna. Tuttavia, tale resina è composta principalmente da zucchero, quindi pare improbabile che abbia fornito un'alimentazione sufficiente ad una popolazione per sopravvivere lunghi periodi di tempo, e sarebbe stato molto difficile impastarla per farne delle focacce.

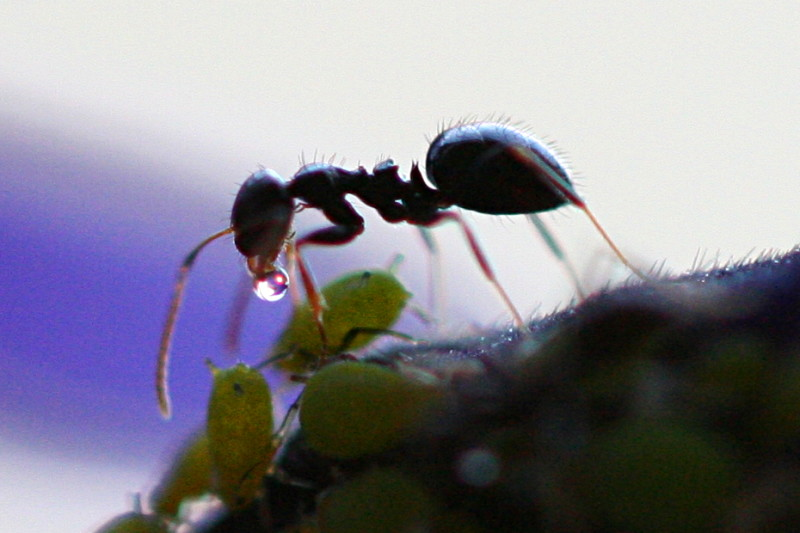
Formica nera con una bolla trasparente di melata prodotta da un afide verde

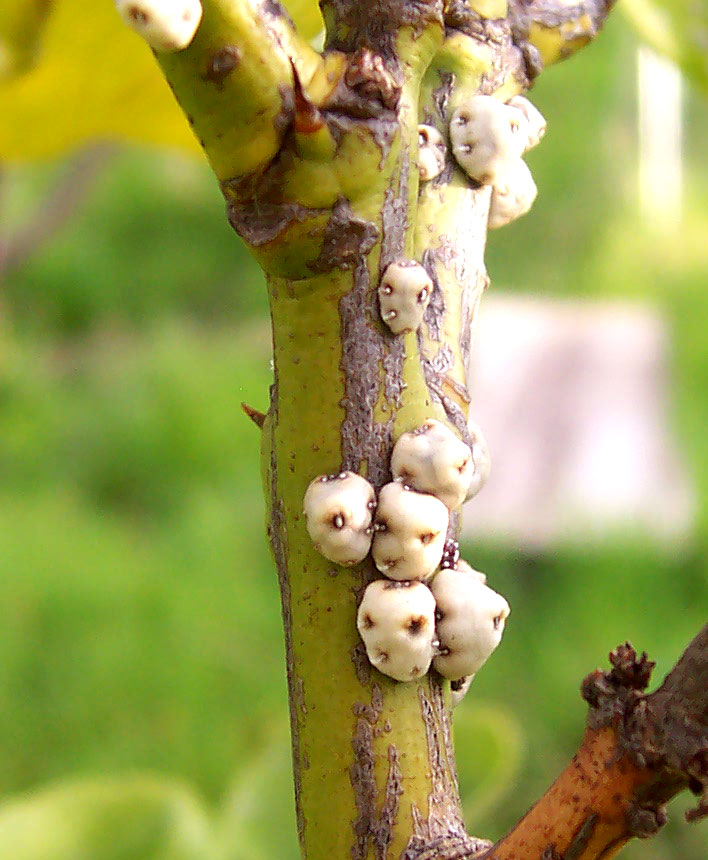
Coccoidee coperte da secrezioni seree

Nel resoconto biblico, il nome "manna" si dice derivi dalla domanda man hu, che apparentemente significa "Cos'è?"; questa è forse un'etimologia aramaica, non una ebraica. Man è forse una parola imparentata col termine arabo man, che significa pidocchio delle piante e man hu quindi significherebbe "questo è un pidocchio della pianta", che si adatta ad una diffusa identificazione moderna della manna, la secrezione cristallizzata di alcune cocciniglie. Nell'ambiente di un deserto, tale melata si asciuga rapidamente a causa dell'evaporazione del suo contenuto acquoso, diventando un solido appiccicoso che poi assume un colore biancastro, giallastro o marrone; la melata di tale forma è considerata una leccornia nel Medio Oriente ed è un'ottima fonte di carboidrati. In particolare, esiste una cocciniglia che si nutre dalle tamerice, la "cocciniglia della manna tamerice" (Trabutina mannipara), che è tra le prime candidate della manna biblica.

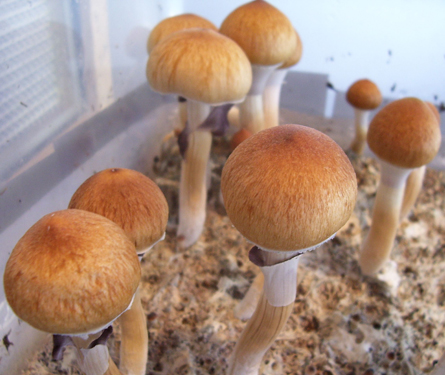
Psilocybe cubensis

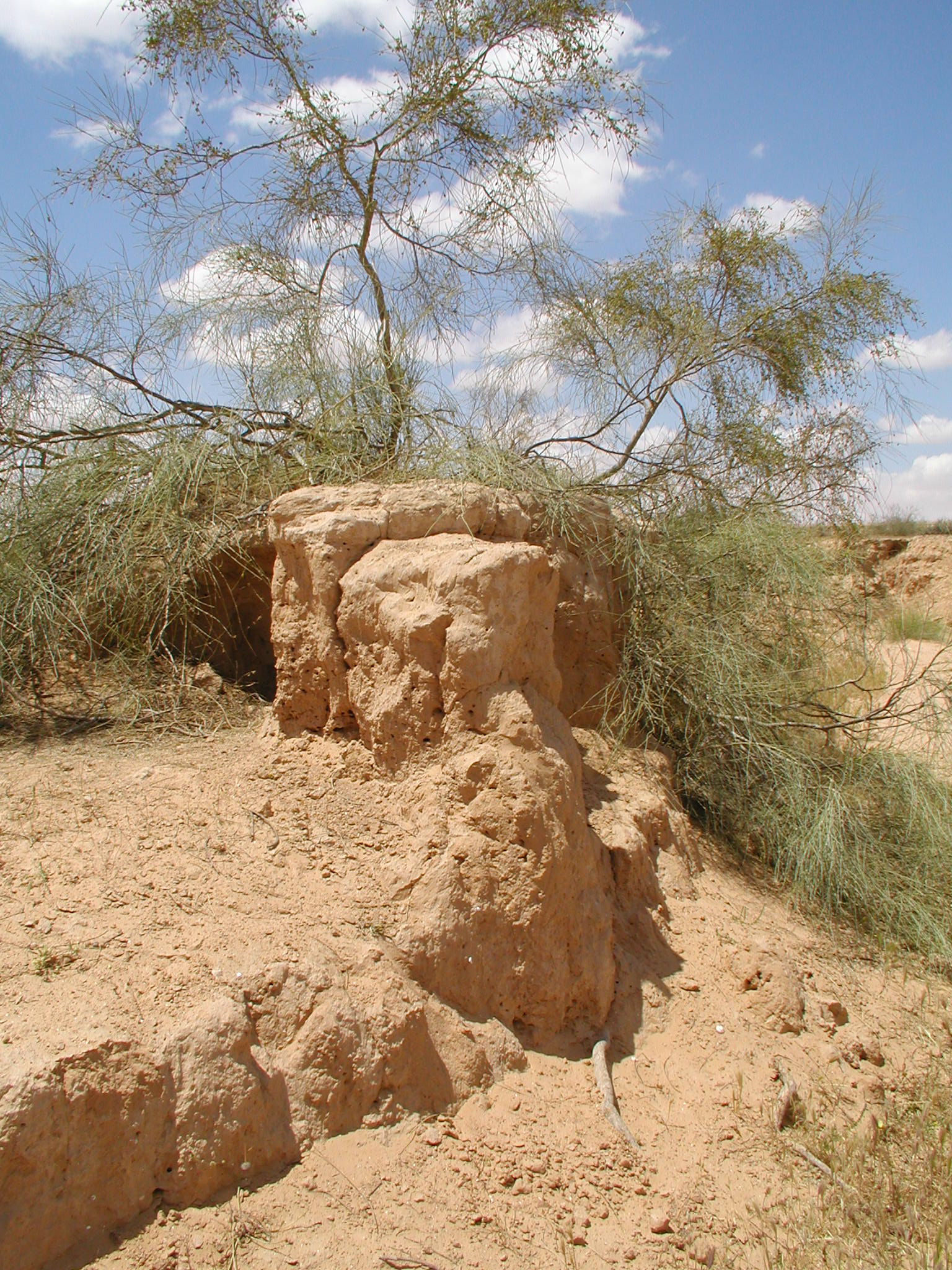
Un albero di tamerice nel deserto del Levante

Un certo numero di etnomicologi, tra cui Terence McKenna, ha asserito che la maggioranza delle caratteristiche della manna sono simili a quelle dei funghi Psilocybe cubensis, noti focolai di insetti e che si decompongono rapidamente. Questi funghi particolari producono una quantità di molecole che assomigliano a neurotrasmettitori umani, e appaiono inizialmente come fibre minuscole (miceli) che sono simili alla brina. La 
psilocibina, la molecola psicoattiva primaria del fungo "Psilocybe cubensis", produce esperienze "spirituali", con "significati personali e sensazioni spirituali interiori" quando testate su pazienti che successivamente descrivono le proprie esperienze. In uno studio del 2006 sulla psilocibina, un terzo dei partecipanti ha riferito che l'esperienza è stata il singolo momento spiritualmente più significativo della loro vita e più di due terzi hanno riferito che sia stata tra le primi cinque esperienze più spiritualmente significative. Un effetto collaterale del consumo di Psilocibina è la perdita di appetito.
Speculazione che la manna sia un enteogeno, descritto anche nel libro postumo di Philip K. Dick intitolato La trasmigrazione di Timothy Archer, è confortata da un contesto più ampio quando la si confronta con le lodi del soma nel vedismo Ṛgveda Saṃhitā, quelle del teonanácatl in Messico, il sacramento del peyote presso la Chiesa Nativa Americana, e la santa ayahuasca usata nei riti delle chiese União do Vegetal e Santo Daime.
Etnomicologi, archeologi e antropologi hanno inoltre notato la chiara somiglianza tra il nome azteco dei funghi di psilocibina, "la carne degli dei", e quello di Mosè per descrivere la manna, "Il Pane del Signore". tale paragone viene spesso enfatizzato nel contesto della dottrina della "civiltà perduta" di Graham Hancock, che sostiene che la religione moderna può rintracciare le sue origini a migliaia di anni fa, risalendo fino alle tradizioni presacerdotali sciamaniche appartenenti alla "cultura della madre". Più in generale, la connessione manna-teonanácatl è stata citata quale evidenza di un contatto transoceanico precolombiano.
Altre identificazioni della manna di minore supporto sono quella che la identifica con una specie kosher di cavalletta, o quella che fosse la linfa di alcune piante succulente (come quelle del genere Alhagi, che hanno un effetto di soppressione dell'appetito).

### Potenziali discrepanze

Schema dell'"ipotesi documentale" o "teoria delle quattro fonti".
'J': tradizione jahvista
'È: tradizione Elohista
'D': tradizione Deuteronomista
'P': tradizione Codice Sacerdotale
'R': "Redattore" che ha compilato le fonti
- include la maggior parte del Levitico
† include la maggior parte del Deuteronomio
‡ "Deuteronomic History (Storia deuteronomica)": Giosuè, Giudici, Samuele 1&2, Re 1&2

Alcuni critici delle forme postulano descrizioni contrastanti della manna come derivante da tradizioni diverse, con la descrizione in Numeri presa dalla tradizione jahvista (J) e la descrizione in Esodo dalla successiva tradizione Sacerdotale (P). Il Talmud babilonese afferma che le differenze nella descrizione erano dovute al differente sapore che variava a seconda di chi la mangiava, simile a miele per i bambini piccoli, a pane per gli adolescenti, a olio per i più. Similmente, la letteratura rabbinica classica rettifica la questione se la manna cadesse prima o dopo la rugiada, sostenendo che la manna fosse inserita tra due strati di rugiada, una caduta prima della manna e l'altra dopo.

## Origini
La manna proviene dal cielo, secondo la Bibbia, ma le sue varie identificazioni sono naturalistiche. Nella Mishnah, la manna è considerata una sostanza sovrannaturale, creata al crepuscolo del sesto giorno della Creazione, e assicurata di essere pura, prima del suo arrivo, dallo spazzare del terreno da un vento del nord e piogge successive. Secondo la letteratura rabbinica classica, la manna era stata macinata in un mulino celeste per l'utilizzo dei giusti, ma parte di essa fu assegnata anche agli empi e lasciata che se la macinassero da soli.

## Uso e funzione
Alcuni passi della Bibbia narrano che, fintantoché non raggiunsero Canaan, gli Israeliti mangiarono solo manna durante il soggiorno nel deserto, nonostante la disponibilità di latte e carne dal bestiame col quale viaggiavano e vari riferimenti a provviste di farina e olio in sezioni della narrazione.
Come una sostanza commestibile naturale, la manna avrebbe dovuto produrre residui alimentari, ma nella letteratura rabbinica classica si afferma che, essendo una sostanza soprannaturale, la manna non producesse rifiuti corporei, con nessuna conseguente defecazione da parte degli Israeliti fino a qualche decennio successivo, quando la manna aveva cessato di cadere. La scienza medica moderna riporta che la mancanza di defecazione per un così lungo periodo di tempo avrebbe potuto causare gravi problemi intestinali, soprattutto quando altri alimenti vennero ad essere nuovamente consumati. Gli scrittori rabbinici classici sostengono che gli Israeliti si lamentassero per la mancanza di defecazione, essendo preoccupati per potenziali problemi intestinali.
Molti vegetariani cristiani asseriscono che Dio avesse originalmente voluto che l'essere umano non mangiasse carne ma solo piante, le quali non muovendosi non implicano "uccisione" e quindi peccato: la manna, sostanza non di carne, viene citata in supporto di tale teoria. Inoltre, quando il popolo si lamentò e vollero carne, Dio diede loro carne in forma di quaglie, ma a quanto pare alcuni si lamentarono ancora, mentre altri avidamente raccolsero le quaglie. "Avevano ancora la carne fra i denti e non l'avevano ancora masticata, quando lo sdegno del Signore si accese contro il popolo e il Signore percosse il popolo con una gravissima piaga."
Il cibo non era il solo uso della manna: una fonte rabbinica classica afferma che l'odore fragrante della manna fosse utilizzato in un profumo israelita..

## Raccolta

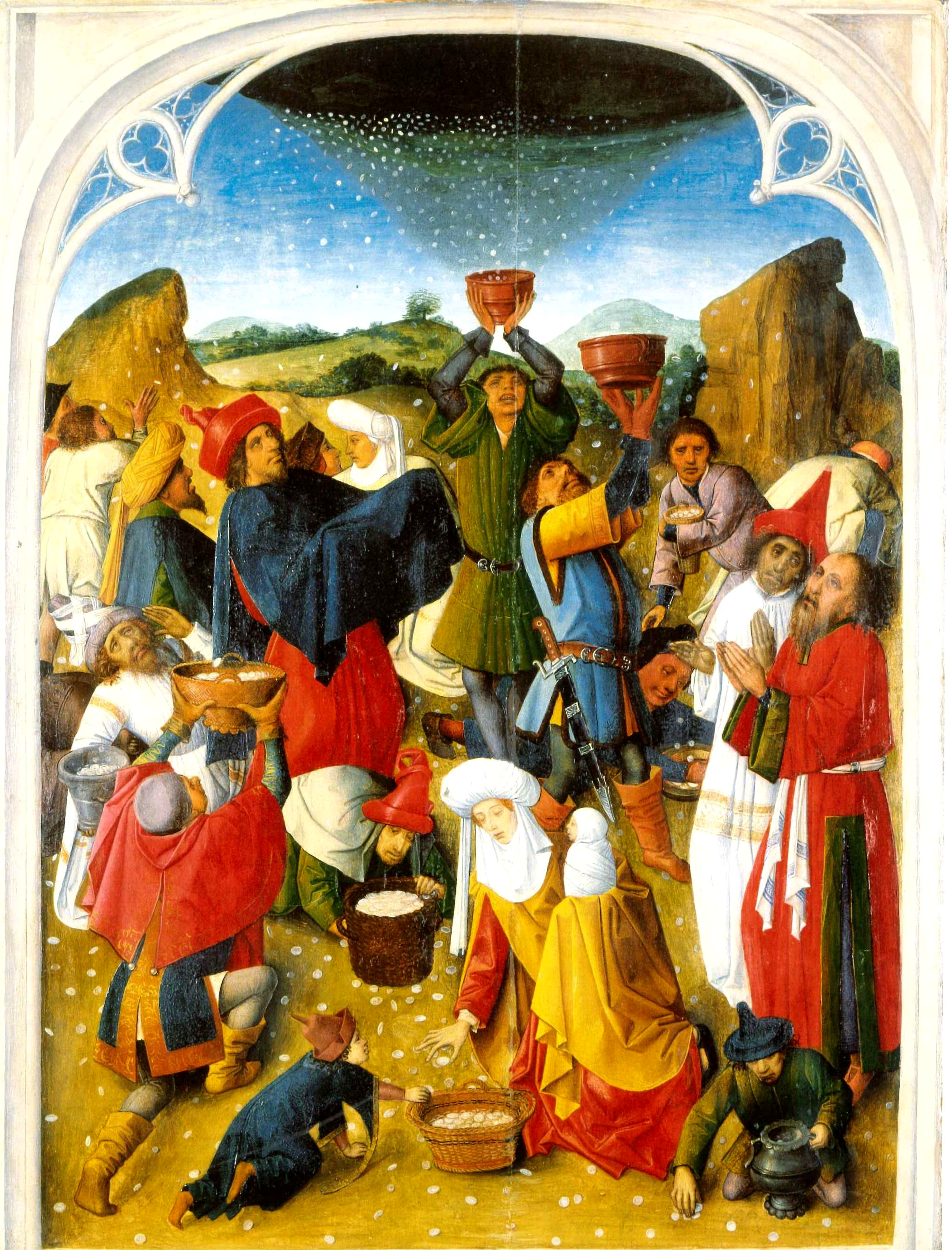
La raccolta della Manna (Musée de la Chartreuse, Douai, ca. 1460-1470)

Esodo afferma che ogni giorno un omer di manna veniva raccolto per ciascun membro di famiglia (circa 3,64 litri), e potrebbe implicare che ciò avvenisse indipendentemente da quanto sforzo era stato messo nella sua raccolta; un midrash attribuito a Rabbi Tanhuma narra che, sebbene molti fossero abbastanza diligenti da andare nei campi a raccogliere la manna, altri si sdraiavano pigramente per terra e prendevano la manna allungando le mani. Il Talmud asserisce che questo fattore venisse usato per risolvere le dispute sulla proprietà degli schiavi, poiché la quantità di omer di manna che ciascuna famiglia poteva raccogliere indicava quante persone facevano legittimamente parte di data famiglia; gli omer di manna per schiavi rubati potevano essere raccolti solo dai legittimi proprietari e quindi i legittimi proprietari si ritrovavano con quantità d'avanzo.
Secondo il Talmud, la manna veniva trovata nei pressi delle case di coloro con una forte fede in Dio e lontano dalle case di coloro con dubbi; in verità, un midrash classico narra che la manna era intangibile ai gentili, che inevitabilmente se la vedevano svanire tra le mani. Il Midrash Tanhuma sostiene che la manna si sciogliesse, formasse rigagnoli liquidi, venisse bevuta da animali, speziasse la carne delle bestie e fosse quindi mangiata indirettamente dai gentili, questo essendo quindi l'unico modo in cui i gentili potevano assaporare la manna. Nonostante questi accenni a distribuzioni irregolari, la letteratura rabbinica classica esprime l'opinione che la manna cadesse in grandi quantità ogni giorno. Si ritiene che la manna venisse distribuita su un'area di oltre 2000 cubiti quadrati, per un totale tra i 50 e i 60 cubiti in altezza, abbastanza per nutrire gli Israeliti per 2000 anni e che si potesse vedere dai palazzi di ogni re dell'Est e dell'Ovest, probabilmente un'affermazione metaforica.

### Shabbat
Secondo certe interpretazioni rabbiniche, lo Shabbat fu istituito la prima settimana in cui apparve la manna. Afferma che il doppio della manna fosse disponibile alla mattina del sesto giorno della settimana e niente manna si potesse trovare il settimo giorno; sebbene la manna si imputridisse e si infestasse di vermi dopo una sola notte, la manna che veniva raccolta al sesto giorno rimaneva fresca fino alla seconda notte. Mosè dichiarò che la doppia porzione del Giorno di Preparazione dovesse essere consumata allo Shabbat; e che Dio lo aveva istruito anche affinché nessuno dovesse lasciare il proprio posto durante Shabbat, cosicché il popolo potesse riposarsi durante tale giorno.
I critici delle forme considerano che questa parte della narrazione della manna fosse stata estratta dalla tradizione Jahvista e Sacerdotale, con la tradizione Jahvista che enfatizza il riposo durante lo Shabbat, mentre la tradizione Sacerdotale assume semplicemente che lo Shabbat esiste, sottintendendo come il significato di "Shabbat" fosse già noto. Questi critici ritengono tale parte della narrazione della manna una storia eziologica supernatura concepita per spiegare l'origine dell'osservanza dello Shabbat, osservanza che in realtà era probabilmente pre-mosaica.

## Durata della somministrazione
Esodo narra che gli Israeliti consumarono manna per 40 anni, iniziando dal quindicesimo giorno del secondo mese (15 di Iyar), ma che poi cessò di cadere quando ebbero raggiunto una terra abitata e si avvicinarono ai confini di Canaan (abitata dai cananei). I critici delle forme attribuiscono questa variante all'opinione che ciascuna interpretazione della cessazione della manna derivi da una tradizione diversa; la "terra abitata" viene attribuita alla tradizione Sacerdotale (P) , e "i confini del paese di Canaan" alla tradizione Jahvista (J), o ad un'ipotetica redazione successiva che sincronizzi il resoconto con quello del Libro di Giosuè, che sostiene che la manna cessò di cadere il giorno dopo il festival annuale di Pesach (il 14 di Nisan), quando gli Israeliti ebbero raggiunto Galgala. La durata che va dal 15 Iyar al 14 Nisan, presa letteralmente, è di 40 anni meno un mese.
Esiste inoltre un disaccordo tra gli scrittori rabbinici classici su quando la manna cessò, soprattutto in luce del fatto che continuò dopo la morte di Mosè per ulteriori 40 giorni, 70 giorni, o 14 anni; in verità, secondo Joshua ben Levi, la manna cessò di apparire nel momento che Mosè spirò.
Nonostante l'eventuale cessazione dell'erogazione di manna, Esodo afferma che ne rimase una piccola quantità in un vaso o urna, che venne tenuta nel Tabernacolo "davanti alla Testimonianza" (forse adiacente all'Arca dell'Alleanza), il testo indica che il Signore incaricò Mosè di farlo e che ne venne delegato Aronne. La Lettera agli Ebrei afferma che l'urna fu riposta all'interno dell'Arca. Le fonti rabbiniche classiche ritengono che l'urna fosse d'oro; alcuni dicono che rimase lì soltanto fino alla generazione dopo Mosè, e altri che sopravvisse almeno fino al tempo di Geremia. Tuttavia, il Primo Libro dei Re afferma che non c'era già più prima di Geremia, durante il regno di Salomone nel X secolo p.e.v. I critici delle forme attribuiscono la citazione dell'urna alla tradizione Sacerdotale (P), concludendo che l'urna esisteva (ancora) agli inizi del VI secolo p.e.v.

## Riferimenti culturali successivi

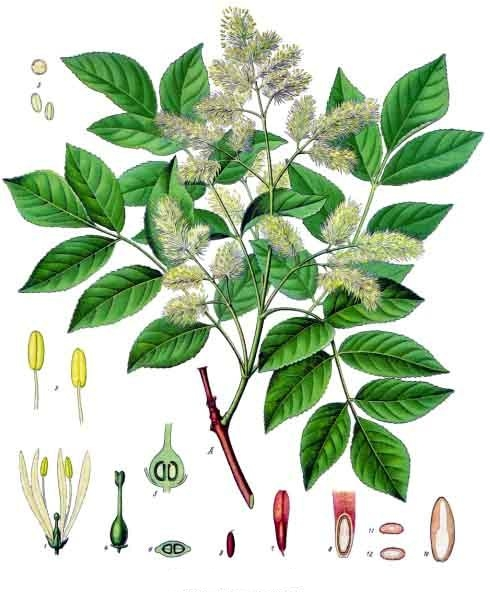
Frassino da manna

Per estensione, il termine "manna" è usato per riferirsi a qualsiasi nutrimento divino o spirituale.
Da molti anni, i cattolici annualmente raccolgono un liquido trasparente dalla tomba di San Nicola di Bari; la leggenda asserisce che il profumo di questo liquido protegga dal male e viene venduto ai pellegrini quale "Manna di San Nicola". Il liquido fuoriesce dalla tomba del Santo nella cripta della Basilica di Bari, ma non è chiaro se venga emesso dal corpo nella tomba o dal marmo della tomba stessa; poiché la città di Bari è un porto e la tomba si trova sotto il livello del mare, esistono diverse spiegazioni del fluido di manna, tra cui il trasferimento di acqua marina nella tomba per azione capillare.
Nel XVII secolo, una donna mise in vendita come cosmetico un prodotto trasparente ed insapore, chiamandolo "la Manna di San Nicola di Bari". Dopo la morte di circa 600 uomini, le autorità italiane scoprirono che il presunto cosmetico era una preparazione di arsenico, usato dalle loro mogli.
In un contesto botanico moderno, la "manna" è spesso usata per indicare le secrezioni di varie piante, in particolare di alcuni arbusti e alberi, nonché gli zuccheri ottenuti facendo evaporare la linfa del Fraxinus ornus (Frassino da manna), estratta facendo piccoli tagli nella corteccia. Il Frassino da manna, originario dell'Europa meridionale e Asia sudoccidentale, produce una linfa verde-blu, che ha caratteristiche medicinali quale blando lassativo, demulcente ed espettorante.
Oggi, la produzione di manna estratta dalla linfa del frassino da manna (Fraxinus ornus) è tradizionalmente svolta in Sicilia, in particolare nel territorio di Pollina (nella zona del Parco delle Madonie, situato nella Sicilia settentrionale) dagli agricoltori siciliani e la maggior parte viene inviata all'estero. La manna è usata in molti prodotti (dolci, torte, ma anche profumi) e per questo motivo costa circa 80 euro al chilo (2013). I medici raccomandano spesso manna al posto dello zucchero tradizionale (o sostituti chimici), soprattutto per i pazienti che hanno problemi di diabete, perché contiene bassi livelli di glucosio e sostanze naturali.
I nomi sia dello zucchero mannosio e del suo alcol idrogenato, il mannitolo, sono derivati della manna.
Robert Nozick fece notoriamente riferimento alla "manna dal cielo" durante un esperimento filosofico sulla "giustizia distributiva".